# Johannes Bodel Nijenhuis
Johannes Tiberius Bodel Nijenhuis (Amsterdam, 23 november 1797 - Leiden, 8 januari 1872) was een Nederlandse uitgever en kaartenverzamelaar. Bodel Nijenhuis is naamgever van de zeer omvangrijke Collectie Bodel Nijenhuis (atlassen en landkaarten) in de Universiteitsbibliotheek Leiden.

## Persoonlijk leven en opleiding
J.T. Bodel Nijenhuis werd geboren in Amsterdam als zoon van Everhardus Bodel Nijenhuis en Magdalena Luchtmans. De familie van moederszijde was sinds 1683 eigenaar van uitgeverij Luchtmans. Bodel Nijenhuis verloor op tweejarige leeftijd zijn moeder en werd door zijn tante en grootvader opgevoed in het bedrijfspand van de uitgeverij, Rapenburg 69 in Leiden. Van 1809 tot 1812 bezocht Bodel Nijenhuis het Stedelijk Gymnasium Leiden. Als tiener had hij verder Willem Bilderdijk als privaatdocent. Op veertienjarige leeftijd ging hij rechten studeren aan de universiteit in Leiden. Aan diezelfde universiteit promoveerde hij op 25 augustus 1819 tot doctor in de rechten op het proefschrift Dissertatio juridica inauguralis de juribus typographorum et bibliopolarum in regno Belgico, over boekdrukkers, vrijheid van drukpers en copyright.
Bodel Nijenhuis trouwde tweemaal: in 1822 met Sophia ('Doortje') Tydeman en in 1827 met Cornelia Brillenburg. Beide huwelijken bleven kinderloos.

## Verzamelaar
Op zijn twaalfde verjaardag kreeg Bodel Nijenhuis van zijn vader als erfstuk een kastje met landkaarten. Dat wakkerde zijn belangstelling voor kaarten aan. In 1821 werd Johannes Bodel Nijenhuis officieel eigenaar van uitgeverij Luchtmans. In de praktijk voerde Johannes Brill de dagelijkse leiding. Bodel Nijenhuis redigeerde diverse boeken en stelde veel verkoopcatalogi samen. In die jaren werd zijn liefde voor landkaarten (en alles wat daarmee samenhing) verder ontwikkeld. In 1848 stapte hij uit de uitgeverij en legde zich vrijwel volledig toe op het verzamelen van kaarten. Daarnaast was Bodel Nijenhuis tussen 1839 en 1861 secretaris van de Maatschappij der Nederlandse Letterkunde.

## Verzameling
Uitgeverij Luchtmans was naast uitgever ook veilinghuis. Bodel Nijenhuis had daardoor een goede gelegenheid om diverse kaartcollecties 'met voorkennis' te kopen. Op deze manier verwierf hij een groot deel van de collecties van (onder veel anderen) Johan Meerman (1824), de archivaris Petrus van Musschenbroek (1826), W.T.E. baron Van Heeckeren van Waliën (1824) en Caspar Reuvens (1838). Bij testament schonk Bodel Nijenhuis het grootste deel van zijn enorme collectie aan de Leidse universiteitsbibliotheek. Het belang van deze collectie is niet te overschatten, de omvang nog minder: ca. 50.000 landkaarten, ca. 22.000 topografische prenten en tekeningen en ca. 300 atlassen. Het merendeel van de kaarten dateert uit de 17e tot de 19e eeuw; ongeveer de helft van de collectie bestrijkt de Nederlanden.

## Betekenis
De betekenis van Bodel Nijenhuis voor de Nederlandse cartografie is groot. Hij bracht de grootste particuliere kaartverzameling uit de 19e eeuw samen, stelde zijn enorme verzameling tijdens zijn leven ter beschikking van onderzoekers, publiceerde als eerste Nederlander over de cartografie van Nederland en werkte mee aan diverse uitgaven. Daarmee was hij een pionier in het historisch-cartografisch en dan met name het cartobibliografisch onderzoek.

## Enkele specimina uit de Collectie Bodel Nijenhuis

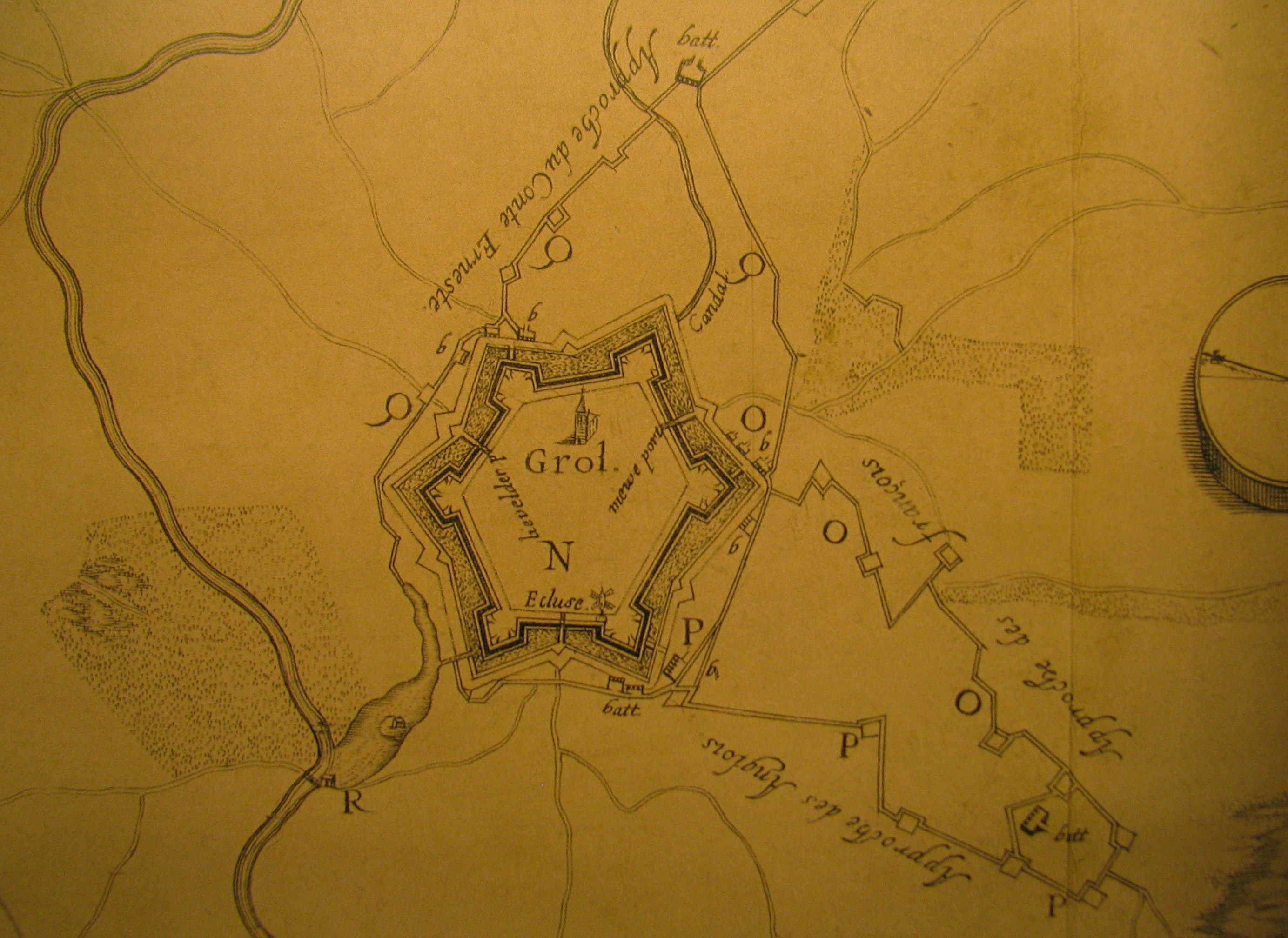
Beleg van Groenlo
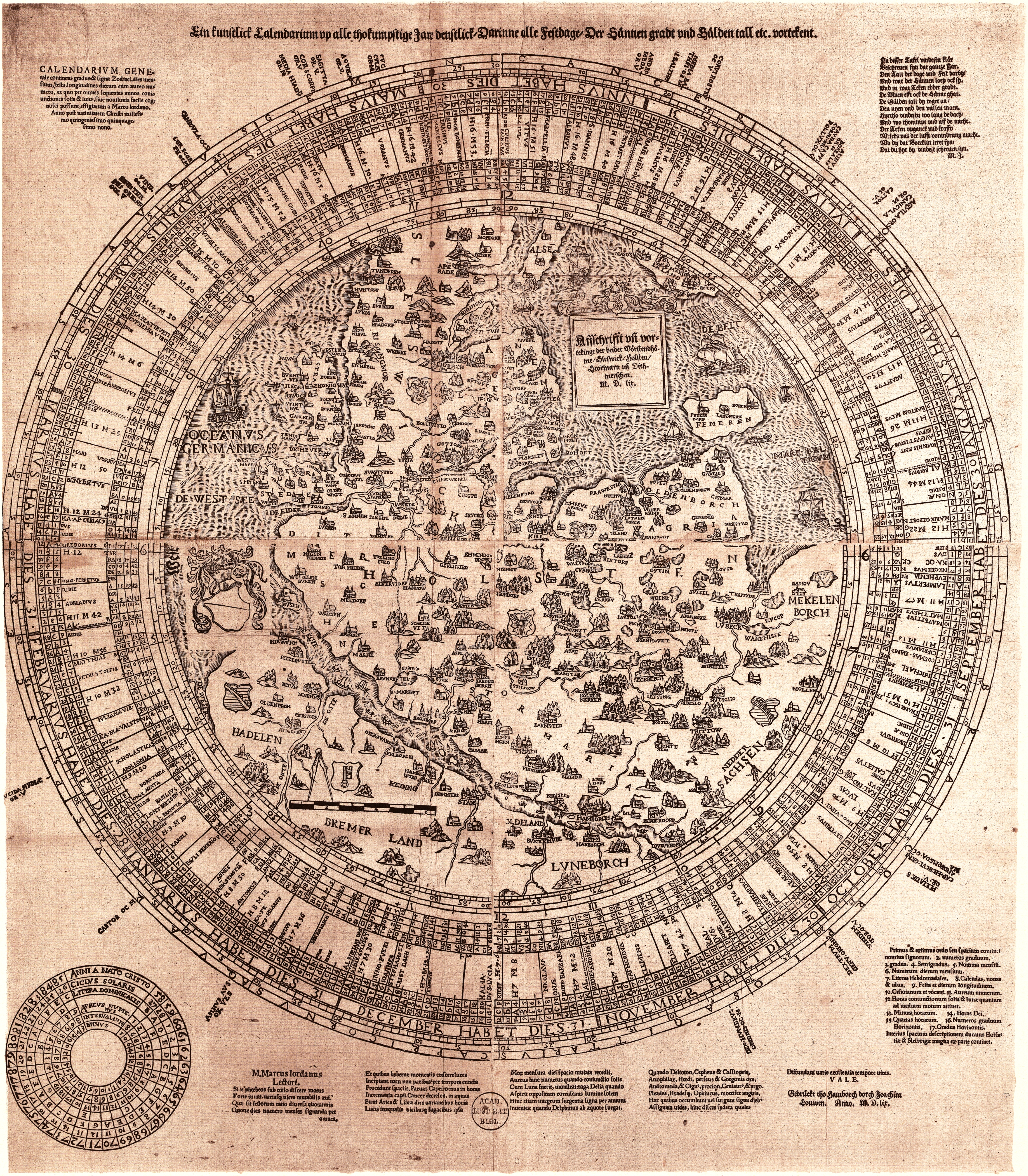
Sleeswijk-Holstein door Marcus Jordanus (16e eeuw)
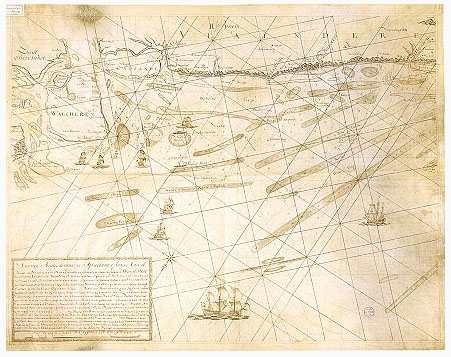
Twee verongelukte VOC-schepen: 't Vliegent-Hart en d'Anna Catharina (Middelburg, 1735)
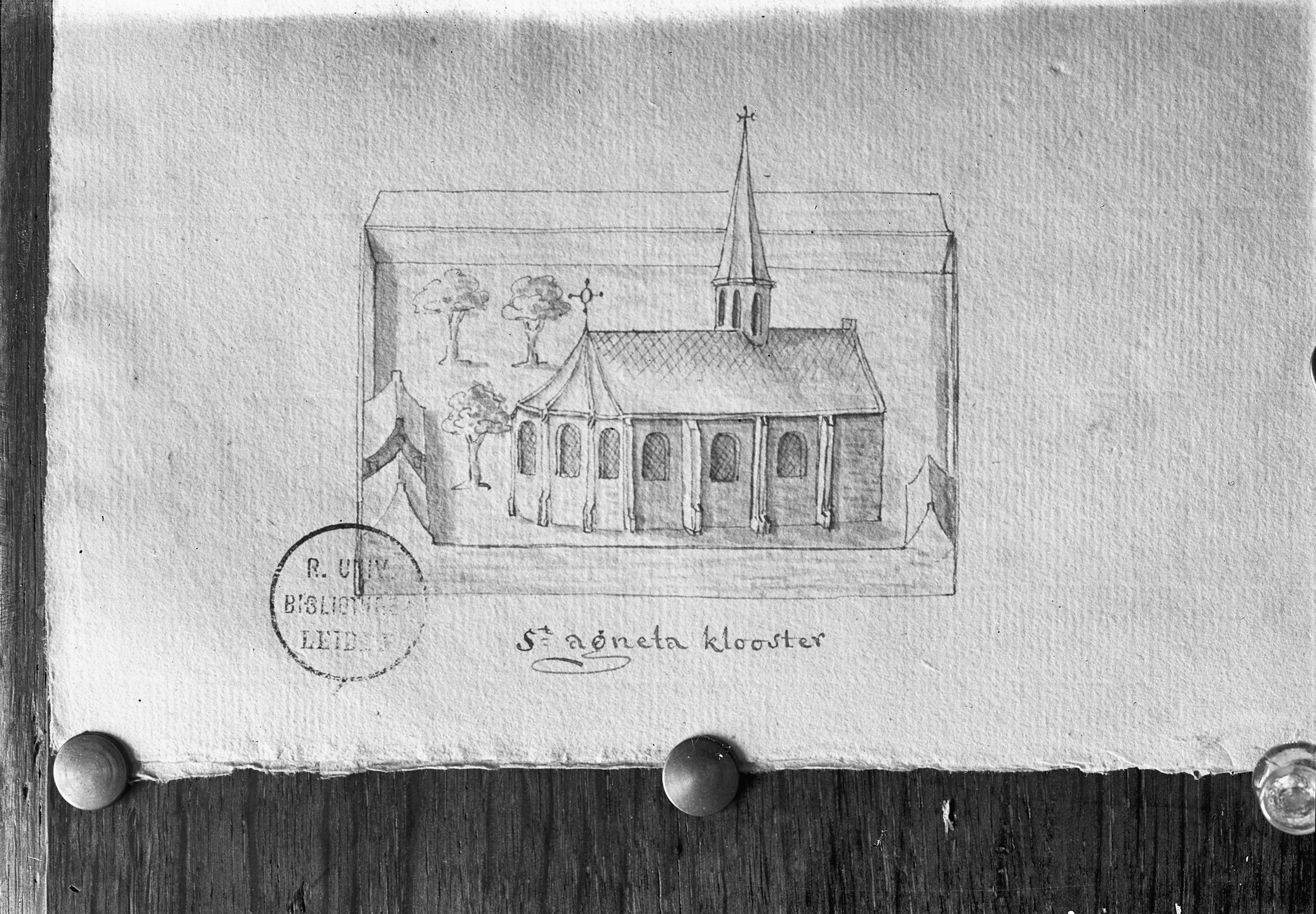
Sint-Agnetaklooster (Delft)
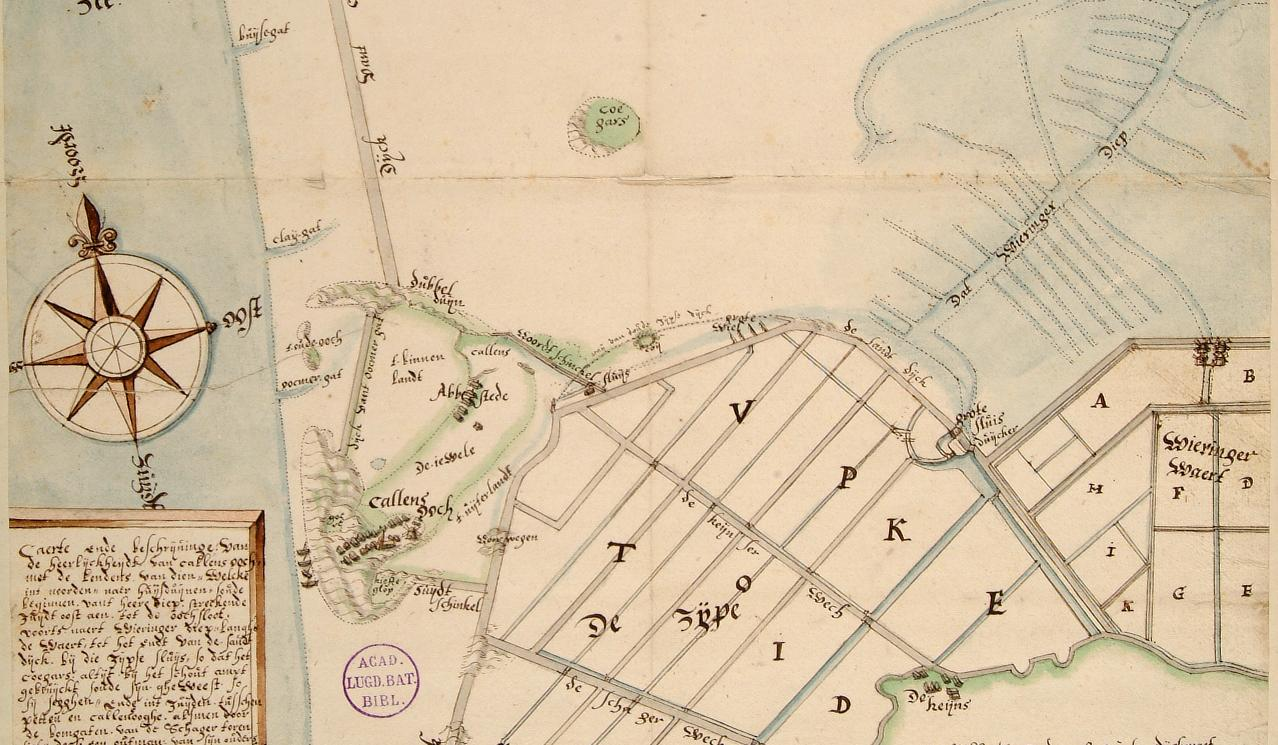
Callantsoog (Anthonis Metius, 1618)

## Enkele publicaties van J.T. Bodel Nijenhuis
- Johannes Tyberius Bodel Nyenhuis: Dissertatio juridica inauguralis de juribus typographorum et bibliopolarum in regno Belgico. Lugdunum Batavorum, 1819. (Nederlandstalige uitgave: De wetgeving op drukpers en boekhandel in de Nederlanden tot in het begin der XIXde eeuw. Amsterdam, 1892
- [H.W. Tydeman & J.T. Bodel Nyenhuis]: Catalogus der Bibliotheek van de Maatschappij der Nederlandsche Letterkunde te Leiden. Leiden, 1829
- J.T. Bodel Nijenhuis: Beredeneerde lijst van de kaarten der provincie Utrecht in het algemeen. Utrecht, 1839
- J.T. Bodel Nijenhuis: De algemeene kaarten van de provincie Friesland. Leiden, 1846
- J.T. Bodel Nijenhuis: Table des matières et des lettres dans le recueil "Archives de la Maison d'Orange-Nassau". (Série 1-2), Leide / Utrecht, 1847-1862
- J.T. Bodel Nijenhuis: Johan Nieuhof. In: Bijdragen voor Vaderlandsche geschiedenis en oudheidkunde. Nieuwe Reeks III, 1862.
- J.T. Bodel Nijenhuis: Topographische lijst der plaatsbeschrijvingen van het Koningrijk der Nederlanden. Amsterdam, 1862. (Deel 2 o.d.t. Bibliographie der plaatsbeschrijvingen van het Koningrijk der Nederlanden, Toevoegsel. Amsterdam, 1868)
- J.T. Bodel Nijenhuis: Liste alphabétique d'une collection de portraits d'imprimeurs, de libraires, de fondeurs de caractères et de correcteurs d'épreuve. Leyde, 1863-1868

## Publicaties over J.T. Bodel Nijenhuis
- T.C.L. Wijnmalen: Ter nagedachtenis aan Mr. Johannes Tiberius Bodel Nijenhuis. In: De Nederlandsche Spectator, 1872
- W.N. du Rieu: Levensschets van Mr. Johannes Tiberius Bodel Nijenhuis. In: Jaarboek van de Maatschappij der Nederlandse Letterkunde. Leiden, 1873
- F. Muller: J.T. Bodel Nijenhuis, E.J. Brill. In: Algemeen adresboek voor den Nederlandschen boekhandel, nieuwe serie nr. 19 (1873)
- D. de Vries: Bodel Nijenhuis. Kaarten en geschiedenis. In: D. de Vries (red.): Kaarten met geschiedenis 1550-1800. Utrecht, HES & De Graaf, 1989
- Martijn Storms (et al.): De verzamelingen van Bodel Nijenhuis. Leiden, 2008